# USS Robert I. Paine (DE-578)
USS Robert I. Paine (DE-578/DER-578) là một tàu hộ tống khu trục lớp Buckley được Hải quân Hoa Kỳ chế tạo trong Chiến tranh Thế giới thứ hai. Tên nó được đặt theo binh nhì Thủy quân Lục chiến Robert I. Paine (1923-1942), người đã tử trận trong Trận Tulagi ngày 7 tháng 8, 1942 và được truy tặng Huân chương Ngôi sao Bạc. Nó đã phục vụ cho đến khi chiến tranh kết thúc, xuất biên chế năm 1947 và bị tháo dỡ năm 1969. Robert I. Paine được tặng thưởng một Ngôi sao Chiến trận do thành tích phục vụ trong Thế Chiến II.

## Thiết kế và chế tạo
Những chiếc thuộc lớp tàu hộ tống khu trục Buckley có chiều dài chung 306 ft (93 m), mạn tàu rộng 37 ft 1 in (11,30 m) và độ sâu mớn nước khi đầy tải là 11 ft 3 in (3,43 m). Chúng có trọng lượng choán nước tiêu chuẩn 1.400 tấn Anh (1.400 t); và lên đến 1.740 tấn Anh (1.770 t) khi đầy tải. Hệ thống động lực bao gồm hai turbine hơi nước General Electric công suất 13.500 mã lực (10.100 kW), dẫn động hai máy phát điện công suất 9.200 kilôwatt (12.300 hp) để vận hành hai trục chân vịt;  công suất 12.000 hp (8.900 kW) cho phép đạt được tốc độ tối đa 23 kn (26 mph; 43 km/h), và có dự trữ hành trình 6.000 nmi (6.900 mi; 11.000 km) khi di chuyển ở vận tốc đường trường 12 kn (14 mph; 22 km/h).
Vũ khí trang bị bao gồm ba pháo 3 in (76 mm)/50 cal trên tháp pháo nòng đơn có thể đối hạm hoặc phòng không, một khẩu đội 1,1 inch/75 caliber bốn nòng và tám pháo phòng không Oerlikon 20 mm. Vũ khí chống ngầm bao gồm một dàn súng cối chống tàu ngầm Hedgehog Mk. 10 (có 24 nòng và mang theo 144 quả đạn); hai đường ray Mk. 9 và tám máy phóng K3 Mk. 6 để thả mìn sâu. Khác biệt đáng kể so với lớp Evarts dẫn trước là chúng có thêm ba ống phóng ngư lôi Mark 15 21 inch (533 mm). Thủy thủ đoàn đầy đủ bao gồm 186 sĩ quan và thủy thủ.
Robert I. Paine được đặt lườn tại xưởng tàu của hãng Bethlehem Steel Corporation tại Hingham, Massachusetts vào ngày 5 tháng 11, 1943. Nó được hạ thủy vào ngày 30 tháng 12, 1943; được đỡ đầu bởi bà John Paine, mẹ binh nhì Paine, và nhập biên chế vào ngày 26 tháng 2, 1944 dưới quyền chỉ huy của Hạm trưởng, Thiếu tá Hải quân Drayton Cochran.

## Lịch sử hoạt động

### Hạm đội Đại Tây Dương, 1944-1945
Sau khi hoàn tất chuyến đi chạy thử máy huấn luyện tại khu vực Bermuda vào giữa tháng 4, 1944, Robert I. Paine gia nhập Hạm đội Đại Tây Dương vào ngày 24 tháng 4, và khởi hành từ Brooklyn, New York cùng ngày hôm đó để hộ tống cho các tàu sân bay Ranger (CV-4) và Card (CVE-11) khi chúng vận chuyển máy bay Lục quân và nhân sự phe Đồng Minh sang Casablanca, Morocco thuộc Pháp. Đến nơi vào ngày 4 tháng 5, nó tuần tra ngoài khơi Casablanca cho đến khi khởi hành vào ngày 7 tháng 5 cho chuyến quay trở về.
Được cho tách ra vào ngày 10 tháng 5, Robert I. Paine gia nhập một đội tìm-diệt tàu ngầm được hình thành chung quanh tàu sân bay hộ tống Block Island (CVE-21) vào ngày 15 tháng 5. Đội đặc nhiệm đi đến ba ngày sau đó, được bảo trì và tiếp liệu trước khi lại lên đường vào ngày 23 tháng 5 cho một lượt càn quét chống tàu ngầm tại khu vực quần đảo Canary và phía Nam Azores. Vào ngày 29 tháng 5, Block Island bị đánh chìm và tàu hộ tống khu trục Barr (DE-576) bị hư hại nặng phần đuôi tàu; cả hai đã trúng ngư lôi phóng từ tàu ngầm U-boat Đức U-549.
Các tàu hộ tống còn lại đã cứu vớt những người sống sót đồng thời truy lùng kẻ tấn công; riêng Robert I. Paine đã cứu 279 người sống sót từ chiếc tàu sân bay bị đắm, rồi hộ tống bảo vệ cho Barr. Eugene E. Elmore (DE-686) đã dò được tín hiệu sonar của tàu U-boat đối phương, và với sự trợ giúp của Ahrens (DE-575), đã đánh chìm U-549. Việc tìm kiếm những người sống sót kết thúc vào ngày hôm sau, và đội đặc nhiệm rút lui về Casablanca. Đến ngày 4 tháng 6, Robert I. Paine di chuyển đến Gibraltar để gặp gỡ Đoàn tàu GUF-11, và trong thành phần Lực lượng Đặc nhiệm 68 nó hộ tống đoàn tàu vận tải đi New York, đến nơi vào ngày 14 tháng 6.
Sau một giai đoạn huấn luyện chống tàu ngầm tại Casco Bay, Maine, Robert I. Paine đi đến Hampton Roads vào ngày 12 tháng 7, nơi nó gia nhập Đoàn tàu UGS-48 để cùng hướng sang Bizerte, Tunisia. Khởi hành vào ngày hôm sau, radar của con tàu phát hiện máy bay Đức theo dõi đoàn tàu vào ngày 31 tháng 7, và các khẩu pháo phòng không của nó đã đánh trả cuộc không kích của đối phương vào ngày hôm sau. Tại Boston vào cuối tháng 8, nó lên đường cho một chuyến hộ tống vận tải khứ hồi khác vượt Đại Tây Dương sang Bizerte. Sau một lượt huấn luyện khác, con tàu làm nhiệm vụ tuần tra chống tàu ngầm tại khu vực Casco Bay; Halifax, Nova Scotia; và Argentia, Newfoundland.
Vào tháng 2, 1945, Robert I. Paine chuyển sang hoạt động hộ tống vận tải ngoài khơi bờ biển phía Nam New England, và sang đầu tháng 3 đã gia nhập cùng Hạm đội 12 hoạt động tuần tra dưới quyền Bộ chỉ huy Tiếp cận phía Tây của Hải quân Anh. Nó đi đến Liverpool vào ngày 3 tháng 4, và cho đến khi chiến tranh chấm dứt tại châu Âu đã hộ tống bảo vệ các đoàn tàu vận tải vượt Đại Tây Dương trong chặng cuối cùng tiếp cận quần đảo Anh. Con tàu đã đại diện cho phía Hoa Kỳ trong nghi thức tiếp nhận các tàu ngầm U-boat Đức đầu hàng tại Lisahally, Bắc Ireland vào ngày 14 tháng 5, rồi quay trở lại Liverpool một thời gian ngắn trước khi lên đường quay trở về Hoa Kỳ.

### Sau chiến tranh 1946-1947
Sau khi về đến New York vào ngày 1 tháng 6, Robert I. Paine tiếp tục đi đến Houston, Texas để được cải biến thành một tàu khu trục cột mốc radar. Nó hoạt động huấn luyện tại vùng biển Caribe vào tháng 1, 1946, và tiếp tục tập trận tại khu vực Casco Bay, Maine. Quay trở lại Norfolk, nó lên đường vào ngày 10 tháng 3 để hướng sang khu vực Azores, phục vụ như một tàu tìm kiếm cứu nạn giữa Đại Tây Dương đặt căn cứ tại Ponta Delgada. Con tàu quay trở về Hoa Kỳ vào tháng 5, bị bỏ không trong bốn tháng tiếp theo do tình trạng thiếu hụt nhân sự, rồi được đại tu và tiếp tục hoạt động dọc theo vùng bờ Đông và vùng biển Caribe từ tháng 1, 1947.
Được lệnh quay về thành phần dự bị vào tháng 6, Robert I. Paine đi đến Charleston, South Carolina vào ngày 4 tháng 9, nơi nó được cho xuất biên chế vào ngày 21 tháng 11, 1947 và được đưa về Hạm đội Dự bị Đại Tây Dương, neo đậu cùng Đội Charleston. Đang khi trong thành phần dự bị, con tàu được xếp lại lớp như một tàu hộ tống khu trục cột mốc radar với ký hiệu lườn DER-578 vào ngày 18 tháng 3, 1949, rồi quay trở lại như một tàu hộ tống khu trục thông thường với ký hiệu lườn DE-578 vào ngày 1 tháng 12, 1954, tuy nhiên nó không bao giờ được đưa ra hoạt động trở lại. Tên nó được cho rút khỏi danh sách Đăng bạ Hải quân vào ngày 1 tháng 6, 1968, và con tàu được bán để tháo dỡ vào ngày 18 tháng 7, 1969.

## Phần thưởng
Robert I. Paine được tặng thưởng một Ngôi sao Chiến trận do thành tích phục vụ trong Thế Chiến II.
|  | Bronze star |

| Huân chương Chiến dịch Hoa Kỳ | Huân chương Chiến dịch Châu Âu-Châu Phi-Trung Đông với 1 Ngôi sao Chiến trận | Huân chương Chiến thắng Thế Chiến II |